# 말박물관
말박물관(―博物館)은 렛츠런파크 서울 내 럭키빌 관람대 맞은편에 위치한 한국마사회의 마문화(馬文化) 전문 박물관이다. 1988년 9월 13일에 마사박물관(馬事博物館)으로 개관하였고, 2013년 1월 1일 현재의 명칭으로 바뀌었다.
연중무휴 무료로 개방하고 있으며, 각종 마문화 관련 자료를 소장하여 123평의 전시실에 총 1,500여점의 자료가 전시되어 있다. 특히 2007년부터는 1년에 1번 마문화를 주제로 한 특별전을 개최하고 있는데, 2007년에는 '한국인의 삶에 스며있는 마문화', 2008년에는 '100년을 달려온 한국의 경마', 2009년에는 '馬馬님의 박물관 행차', 2010년에는 '세상에서 가장 아름다운 꼬리', 2011년에는 '디자인 세상 속으로 말 달리자!', 2012년에는 '내 친구 말'이라는 주제였다.

## 위치
- 경기도 과천시 주암동 경마공원대로 107 (685번지) 렛츠런파크 서울 내

## 전시실 설명

전시실 내부

말 모형

전시실은 말 전문 박물관인 만큼 재갈, 안장, 발걸이, 말장신구, 편자 등 각종 마구를 비롯하여 흙, 쇠, 도자기, 돌 등 다양한 재질로 만든 말 조각, 수렵도, 준마도 등 조선시대의 각종 말 그림 그리고 말과 관련된 민속자료 등으로 구성되어 있다. 그중에서도 실물 크기의 말 조형물은 신라의 고분에서 나온 각종 마구들을 복원해 장식한 것으로써 당시 지배층의 화려한 기마문화를 한눈에 살펴 볼 수 있도록 하였다. 말 모형 뒤로는 고분벽화의 기마인물상과 삼국사기의 말 관련 기사가 펼쳐져 있으며, 그 바로 옆에는 삼국의 건국신화에 있는 말 이야기들을 한데 모아 전시하고 있다.

### 말그림
말그림은 과거 한국인들이 동물화 가운데 소와 함께 가장 즐겨 다룬 화목 가운데 하나이다.

격구도

- 격구도(擊毬圖 PAINTING, KOREAN POLO): 근대/ 이여성(李如星:1901～?)/ 종이에 옅은 채색, 92cm×86cm
  - 신라 후기에 들어와 고려에서 크게 융성했던 격구를 근대적인 역사화 기법으로 그렸다. 이 그림을 그릴 당시에는 이미 격구의 전통이 끊긴 뒤여서 《용비어천가》《경국대전》《무예도보통지》 등 조선시대의 격구 관련 문헌을 상고하여 상단에 쓰고, 하단에는 그 기록을 토대로 격구장의 활달한 경기장면을 세련된 필치로 현장감 있게 그려냈다. 더욱이 화가가 전통복식과 풍속 등을 연구해 온 문화사가의 입장이어서 자료적 가치가 더욱 높다.
  - 이여성은 한국전쟁 후 월북, 북에서 정치인으로 활동하다가 숙청당한 것으로 알려져 있으며 남긴 회화가 많지 않아 격구도의 가치가 더욱 높다. 동생 이쾌대는 유명한 근대 화가로 일제강점기와 해방, 한국전쟁에 이르는 시기에 민족적이며 사실주의적 작품 활동으로 화단의 주목을 받았다.

- 유하신마도(柳下神馬圖 PAINTING, DIVINE HORSE UNDER THE WILLOW): 근대/ 안중식(安中植:1861～1919))/ 142cm×39cm
  - 근대화단의 대표적 화가였던 안중식이 그린 말그림. 여러 화목에 두루 능했지만, 특히 말그림에서 남다른 기량을 보였다.
  - 이 그림은 '渥洼精神'이라는 화제가 시사하듯, 한무제 때 감숙성 안서현의 악규천에서 神馬가 나왔다는 『漢書』 禮樂편의 기록을 소재로 그렸으며, 당시(1918)의 암울한 시대상황을 반영한 것으로 여겨진다.
  - 본래 버드나무와 살구꽃, 말이 어우러진 회화의 소재는 杏花春燕이라 하여 고대 중국에서부터 살구꽃이 필 무렵에 열리는 殿試의 급제를 바라는 뜻과 함께 馬報平安 또는 馬上平安의 도상으로 안정과 평안을 상징하게 된다.

### 신앙과 마용(馬俑)
말은 고대부터 한국인의 삶과 매우 긴밀한 관계를 맺어왔다. 힘과 속도의 상징으로서 신앙과 신분, 교통과 통신, 전쟁 등에 폭넓게 관여하면서 문화와 문명사의 중심에 깊숙이 자리잡아왔다. 말조각이나 말그림이 어느 동물보다 즐겨 제작되었던 것도 이 때문이다. 이 가운데 신앙 측면에서의 말은 유감주술에 기초한 고대적 사유세계에서 왕권이나 지배계층의 상징으로, 때로는 영혼을 실어 나르는 메신저의 기능으로서 중요하게 다루어졌다.
고대 토우의 다채로운 세계는 물론, 조선시대 이후에도 말에 관한 신앙은 왕실 차원에서 제사하는 마조단을 비롯하여 민간신앙의 형태로 서낭당이나 성곽 부근에서 출토된 토제말, 부군당이나 도당의 신장들이 말을 탄 모습의 그림 등에서 흔히 볼 수 있다. 이는 말의 존재가 한국인의 삶과 깊숙이 밀착되어 왔음을 뒷받침하는 것이다.
- 마형토기뿔잔(馬形土器角杯 HORN-SHAPED CUP): 가야(5～6C)/ 높이23cm
  - 이 뿔잔은 기마인물형토기(국보 91호)와 더불어 말모양토기 가운데 드물게 보이는 수작으로 꼽힌다. 빼어난 조형미를 평가받아 1979년부터 3년간 미국의 주요도시를 순회한 <한국미술 5000년전>에도 출품된 바 있다.
  - 삼각형 투공이 일렬로 뚫린 2단 원형의 가야식 기대 위에 올려진 말은 작지만 힘차고 당당한 모습으로 빚었고, 안장 위에는 길쭉하고 끝이 구부러진 우각형 뿔잔을 비스듬히 얹어 조형적 아름다움을 잘 갖추었다.
  - 다래까지 갖춘 마구의 표현은 투공의 형식 등과 함께 5～6세기경 가야토기의 전형을 보이고 있어 이 무렵 마구형식의 연구에도 중요한 자료로 평가된다.

### 말갖춤(馬具)
말갖춤은 말을 부리거나 올라앉기 위해 또는 말을 꾸미기 위해 쓰이는 모든 장비를 말한다. 한국에서 말갖춤이 나타나기 시작한 것은 초기 철기시대부터이지만 본격적으로 사용된 것은 삼국시대 이후이다. 말갖춤은 그 기능에 따라 말을 부리기 위한 제어용구와 말을 편하게 타기 위한 안정용구 그리고 위엄을 갖추기 위한 장식용구 등으로 구분된다.
제어용구로서 재갈과 고삐가 있으며, 재갈은 말을 조종하기 위하여 말의 입에 물리는 재갈쇠, 재갈이 빠지지 않도록 고정시키는 재갈멈치, 재갈과 고삐를 연결시켜주는 고삐이음쇠 등 세 부분으로 나뉜다.
안정용구로는 말을 타기 편하도록 말 등에 얹는 안장과 안장을 놓을 때 말등이 상하지 않도록 천이나 가죽으로 덮어 보호하는 안장깔개(언치), 말에 오를 때 딛거나 말 몸체를 무릎으로 쉽게 조이기 위하여 발을 걸치는 발걸이와 이것들을 말에 매달기 위한 가죽띠가 있다. 안장은 둥근 모양의 앞가리개와 뒷가리개가 있고 그것을 연결하는 안장대로 이루어져 있으며, 이들 안장가리개의 바깥면에는 여러 가지 무늬를 투각한 금동판으로 장식된 것이 많다. 발걸이는 끈을 꿰는 드림대와 발을 딛는 고리부분으로 이루어진다.
장식용구로는 대개 가죽끈이 교차되는 곳에 부착되는 말띠꾸미개와 가죽끈에 드리우는 말띠드리개, 고들개에 달아서 소리를 내며 장식적인 효과를 겸하는 말방울과 말종방울, 말머리꾸미개 등이 있다.
이밖에 말이 움직이거나 달릴 때 흙이 튀지 않도록 안장 양쪽에 드리워 가리개 역할을 하는 다래와 전투에서 말을 보호하기 위하여 투구처럼 말머리를 온통 감싸는 말머리가리개, 철편으로 갑옷과 같이 말의 몸을 감싸 보호하는 말갑옷이 있다. 천마총에서 발견된 천마도는 자작나무 껍질을 겹쳐서 만든 다래의 표면에 하늘을 나는 천마의 모습을 그린 것이다.
- 청동은상감재갈(靑銅銀象嵌馬銜 HORSE BIT): 고려시대/ 길이31cm
  - 원형고리 및 재갈을 연결하는 결구부의 각 면에 유려한 당초문이 은상감된 청동재갈이다.

### 안장
한국의 마구 중 안장의 발전상은 고구려 고분벽화를 통해 그 실상을 어느 정도 확인할 수 있다. 삼국사기의 기록을 통해보면 신라에서도 진골과 6, 5, 4두품 및 그에 따른 여인의 안장으로 장식에 차등을 두었다.
또한 고려시대의 안장제도는 송나라 서긍이 쓴 『선화봉사고려도경』에서 밝힌 바와 같이 왕은 붉은 비단에 수를 놓고 금과 옥으로 장식하였으며 대신은 보라색 비단에 자수를 놓고 은으로 장식하였다고 한다.
조선시대에는 유물이 남아있어 그 흐름을 짐작할 수 있으며 『경국대전』이나 『대전회통』을 통해 그 내용을 살펴보면, ‘1, 2품관은 사어피(상어가죽)로 장식하고 언치는 녹색이며, 다래는 단자나 쇠가죽으로 하고 배대끈과 굴레는 세 겹으로 꼬아 만든다. 3품은 사어피로 장식하고 언치는 녹색, 유록색에 배대끈을 하고 굴레는 세 겹으로 꼬아 만든다. 3, 4품은 백녹각으로 장식하고 굴레는 한 겹으로 꼬아 만든다. 5, 6품은 백녹각으로 장식하고 굴레는 한겹으로 꼬아 만든다. 7품이하 9품은 백녹각으로 각각 구분하였다.
- 기린문안장(麒麟文鞍裝 SADDLE): 조선시대/ 길이51cm
  - 영친왕 이은(1897～1971)공이 소장했던 유물로서 나무로 틀을 짜고 그 위에 얇은 면포로 씌운 후 검은 칠을 하였다.
  - 앞가리개 중앙에는 기린문양과 더불어 서운이 뼈로 상감되었으며, 기린문 위와 양측 좌우에는 만(卍)자문이 상감되었다.
  - 정면의 하단은 아치형으로 그 중앙에 작은 철제방울을 달았다. 특히 기린문은 조선시대(단종 이후) 제왕의 적자인 대군의 흉배나 관대의 문양으로 사용된 바 있어 주목된다.

### 등자
말을 탈 때 등자(발걸이)는 안장갖춤의 필수품이다. 초기에는 짐승의 가죽을 이용했을 것으로 추정되지만 야금술이 발달됨에 따라 철이나 구리가 대종을 이룬다. 형태에 있어서도 초기에는 원형의 윤등이 주류를 이루지만 남북국 시대에서는 발등을 보호하는 호등으로 발전하였으며, 그 이후 다시 단순한 윤등으로 바뀌는 기능 중심의 흐름을 보이고 있다.
대체로 위는 완만하게 처리하면서 끈거리쇠에는 정방형이나 장방형의 구멍을 뚫어 돌출시키고 가죽이나 마로 엮은 끈을 끼워 안장좌우에 드리웠다. 발을 딛는 답부는 타원형이나 장방형 그리고 쌍선으로 처리하고 발이 미끄러지지 않도록 변둘림을 한다든가 또는 요철형으로 처리하여 발이 안정되도록 세심한 배려를 한 예를 볼 수 있고 답부 전면이나 좌우를 연결한 기부까지의 외변에는 길상문을 상감한다든가 서수를 조각하여 세련되게 꾸민 예도 적지 않다.

### 말방울(馬鈴)
방울을 사용한 초기의 기록은『삼국사기』(잡지 제9직관 무관조)에 비교적 상세하게 명시되어 있다.
즉 대감은 황금방울, 제감은 은방울, 소감(무관직으로 유정, 구경동, 십동, 오주철의 기병과 보병을 지휘하던 관직)은 백동방울, 대척은 철방울을 각각 사용하였다. 이는 각각 말 목에 걸어 사용한 것이 아니고 다만 길을 갈 때 마바리 위에 두어 사용했으며, 탁(鐸)이라 부르기도 하였다. 고려시대의 기록인 서긍의 『선화봉사 고려도경』에 "혁대와 번영에는 모두 난성(방울소리)이 어울린다."하였고, 기병은 "가죽 고삐와 방울 울리는 것도 또한 뜻이 있다."하여 당시의 사용 예를 뒷받침해 준다.
또한 조선시대 기록에서도 말갖춤에 대해 『경국대전』이나 『대전회통』에서 비교적 상세히 명시되고 있지만 말방울에 대해서는 구체적으로 언급되지 않고 있다. 그러나 유물을 통해 살펴보면, 놋쇠방울로 방형이면서 좌우 중심에 '王'자문이 솟을 무늬로 표현된 형태는 어마에 사용된 것으로 여겨지며, 또한(삭제) 금동원령 좌우면에 귀벽이 부조되고 이마에는(삭제) '王'자가 시문된 예는 벽사를 위한 상징의미를 담고 있다고 볼 수 있다. 이 외에도 철제방울, 토제방울 등 그 재질도 다양하려니와 모양도 네모형, 타원형, 구형, 윤형 등으로 구분할 수 있다.
- 은제말방울(銀製馬鈴 SILVER HORSE BELLS): 신라/ 지름9.5cm/ 銀재질
  - 구형(球形)의 은제 말방울로 탁신(鐸身)과 고리나 끈에 연결하기 위한 뉴, 그리고 내부에 소리를 내는 조각으로 구성되어 있다. 상단에는 고리형태의 뉴가 붙어 있고, 하단에는 양끝을 원형으로 마무리한 폭이 얇은 一자형의 투공이 수직방향으로 있다.
  - 횡축선에 단선 돌대를 두르고 그 위에 간격을 두고 돌기 모양을 돌아가며 시문하였으며 윗부분에 당초문 형태의 곡선을 사방으로 포치하였다. 크기가 크고 우아한 문양이 돋보이는 방울이다. 투공이 약간 일그러져 있다.
  - 말방울은 가슴걸이에 달아서 소리를 내고 장식적 효과를 겸하는 것으로 재질에 따라 신분을 나타내기도 하였다. 또한 무당(샤먼)들의 주술적 기구로 이용된 것과 같이 귀신을 쫓는 역할을 하였다.

### 마패

오마패

마패는 공무를 띤 관리가 지방을 여행할 때 역참으로부터 말을 징발할 수 있는 증명서의 일종이었다. 이때 품계에 따라 새겨진 역마의 수가 각기 달랐다.
한국의 우역제도는 신라 소지왕(479～499재위) 9년(487) 3월에 비로소 사방에 우역을 두고 소관 관아에 관도를 수리케 함으로써 비롯되었다. 하지만 실제로 이를 운용하는 자에게 마패를 쓰게 한 것은 고려 원종 15년(1274)부터였다.
마패는 구리로 만든 원형 패찰로서 한 면에는 여행자의 품계와 직위에 따라 규정된 마필의 수를, 다른 면에는 자호와 제작년월 그리고 전서체로 상서원인`尙瑞院印`이라는 네 글자가 양각된다.

## 같이 보기
- 대한민국의 박물관과 미술관 목록